# Agrour Amogjar

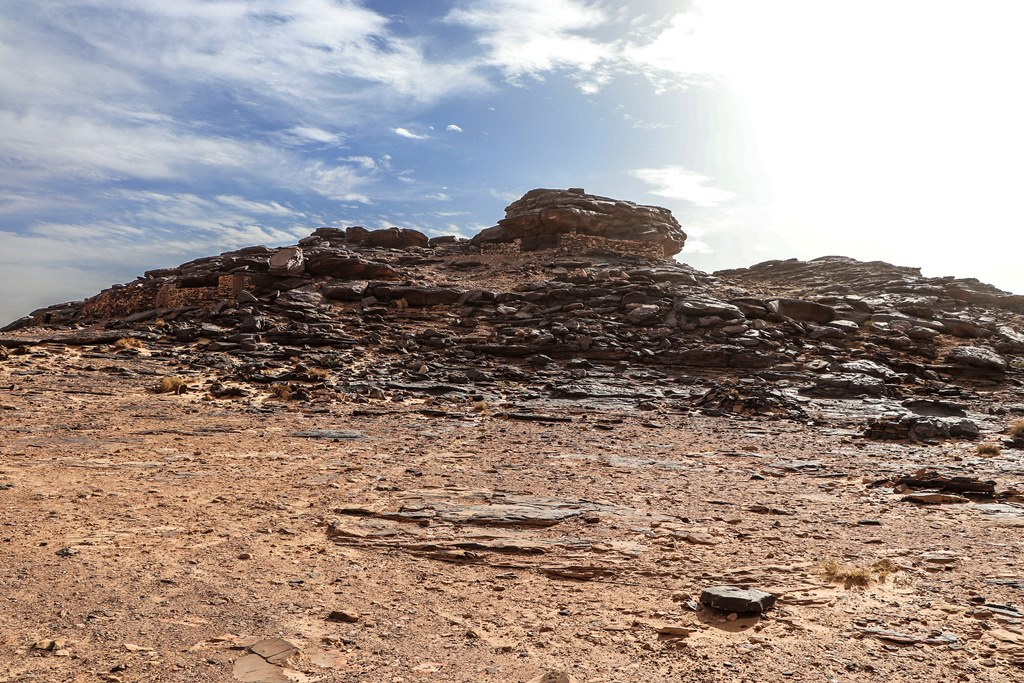
Agrour Amogjar

Agrour Amogjar (arabisch أغرور أموججار, DMG Aġrūr Amūǧ-ǧār) ist eine 690 m hohe Felsenkuppe auf dem Adrar-Plateau nahe dem oberen Ausgang des Amojjar-Pass in Zentral-Mauretanien. Kleine natürliche Grotten beherbergen eine große Ansammlung von Felsbildern. Die meisten davon sind beschädigt. Der Zugang zu den Höhlen ist durch ein Gatter versperrt und kostenpflichtig.

## Felsmalereien
Die Felsmalereien entstammen ganz unterschiedlichen Zeiten und Stilen. Es wurden acht stilistisch unterschiedene Gruppen identifiziert von einer „pastoralen“ (Hirten)-periode bis hin zu „modernen“ Graffiti. Die einzelnen Bildkomplexe zeigen unter anderem geometrische Kreise mit „Sonnenaufgangs“-Symbolen (sunburst design), Handabdrücke, naturalistische Tierdarstellungen von Giraffen, Löwen und Krokodilen, sowie Rinderherden und Menschengruppen. Das bedeutendste Set ist ein Fries von Tänzern.

## Galerie

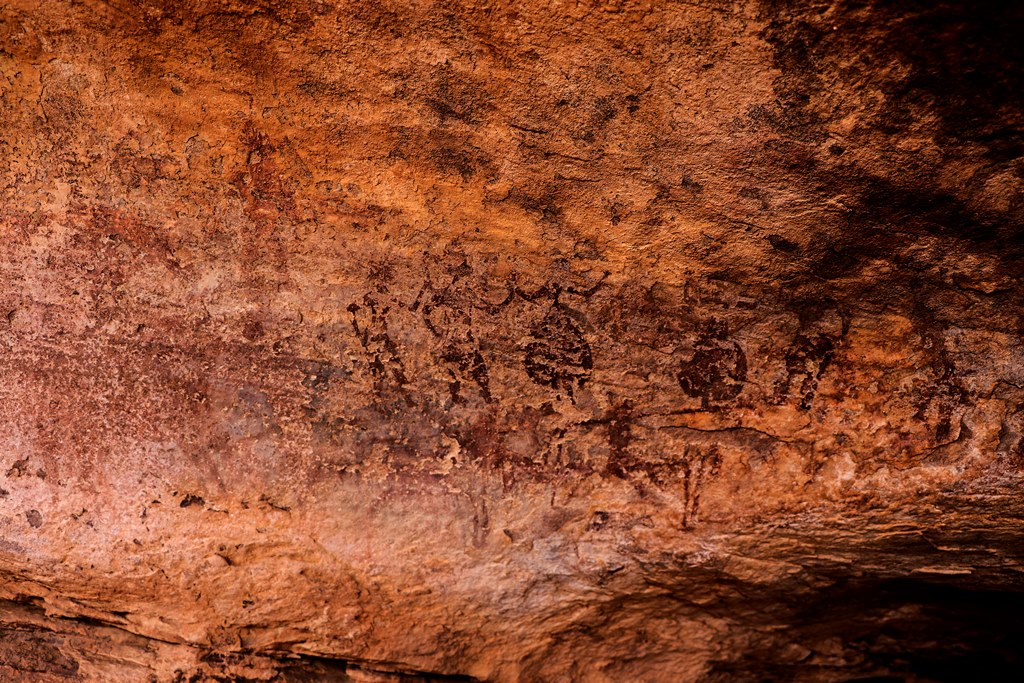
Tänzer-Fries
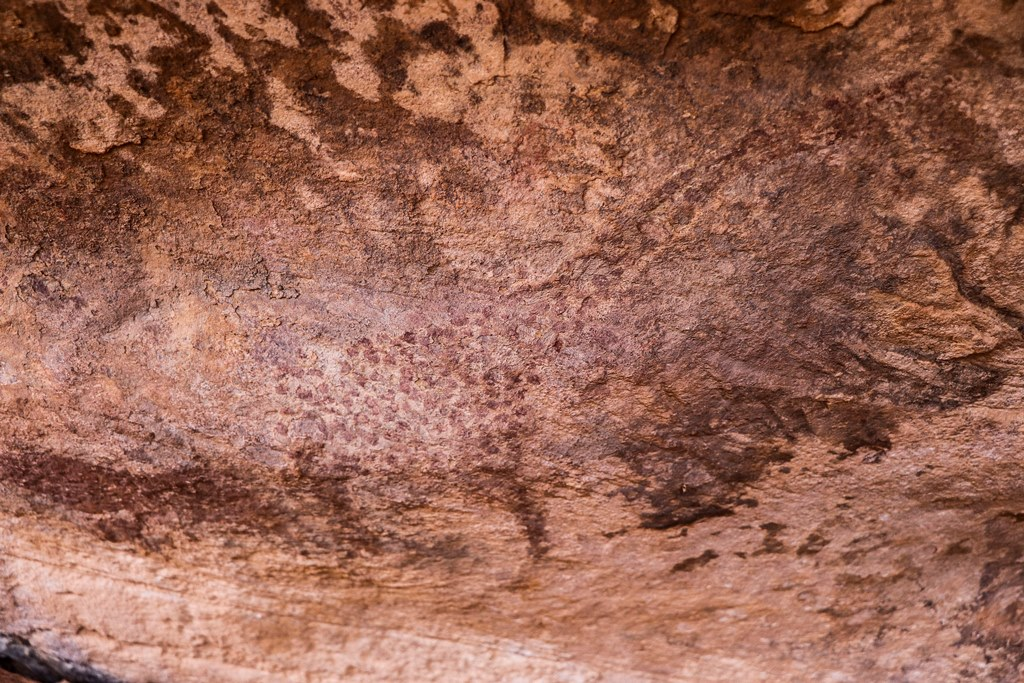
Gefleckte Giraffe
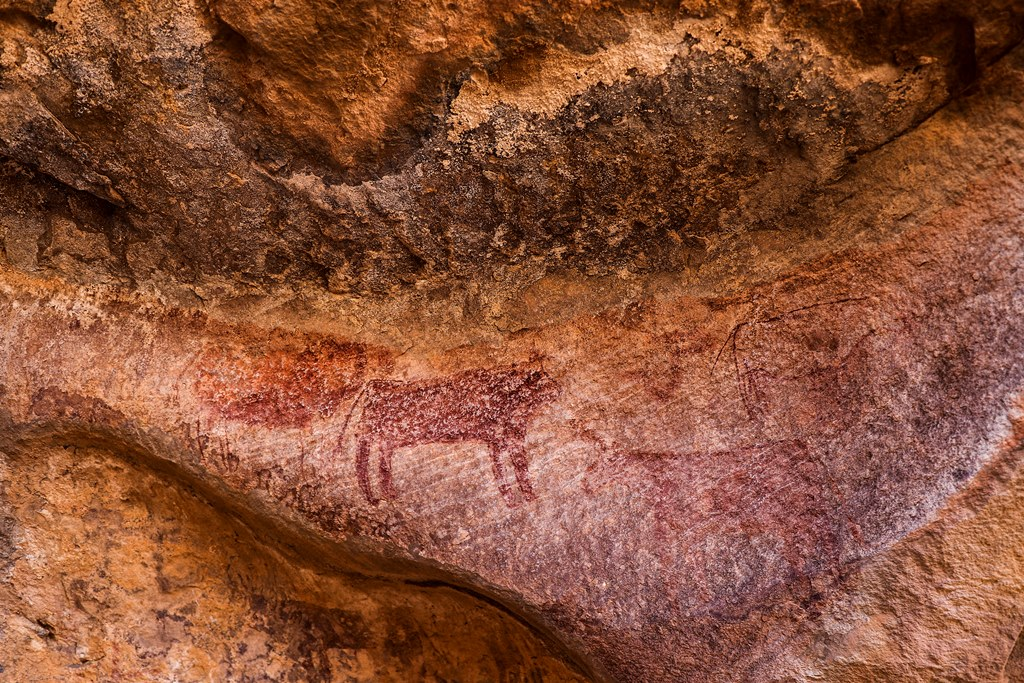
Rinder
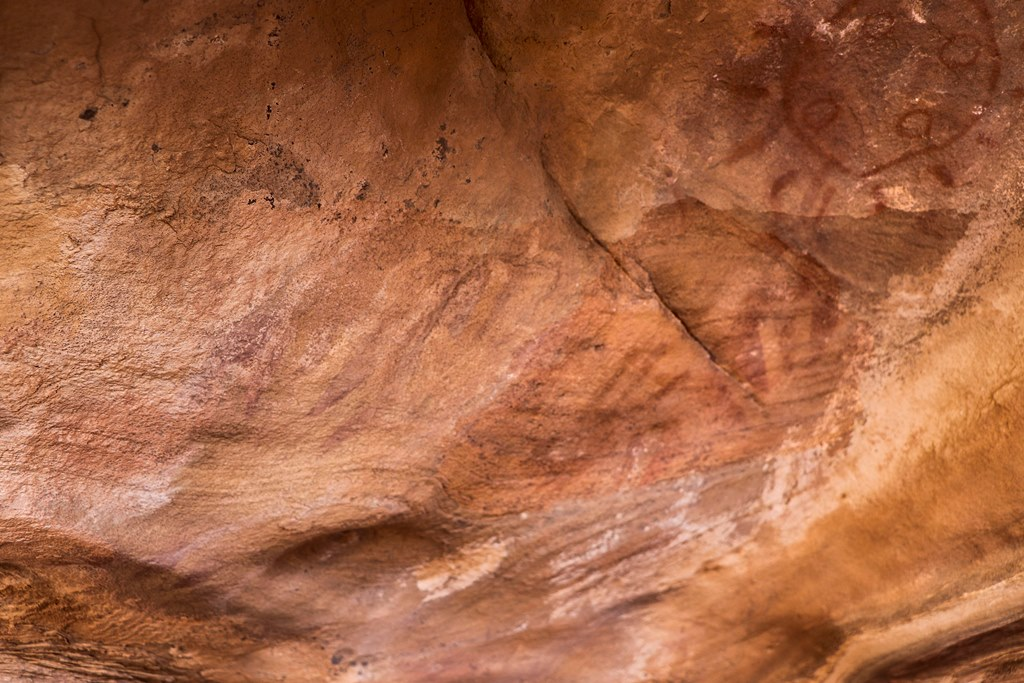
Geometrischer Kreis in Rot mit davon ausgehenden Strahlen und Handabdrücke
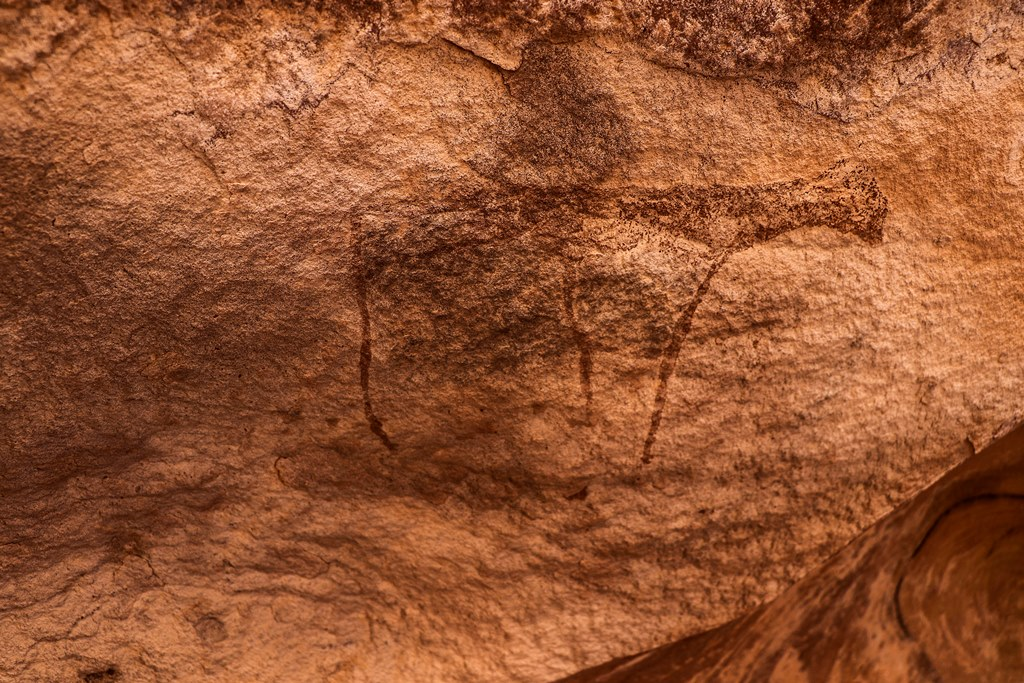
Rind